# Моріока Рьота
Рьота Моріока (яп. 亮太 森岡; нар. 12 квітня 1991, Джьойо, Японія) — японський футболіст, півзахисник польського клубу «Шльонськ».
У минулому гравець національної збірної Японії.

## Клубна кар'єра
У дорослому футболі дебютував 2010 року виступами за команду клубу «Віссел Кобе», в якій провів п'ять сезонів, взявши участь у 131 матчі чемпіонату.  Більшість часу, проведеного у складі «Віссела», був основним гравцем команди.
До складу польського клубу «Шльонськ» приєднався 2016 року. Відтоді встиг відіграти за команду з Вроцлава 35 матчів в національному чемпіонаті.

## Виступи за збірну
2014 року дебютував в офіційних матчах у складі національної збірної Японії.
| Дата       | Місто    | Господарі | Результат | Гості    | Турнір           | Голи | Примітки |
| ---------- | -------- | --------- | --------- | -------- | ---------------- | ---- | -------- |
| 5-9-2014   | Саппоро  | Японія    | 0 – 2     | Уругвай  | Kirin Cup        | -    |          |
| 14-10-2014 | Сінгапур | Японія    | 0 – 4     | Бразилія | товариський матч | -    |          |
| Усього     |          | Матчів    | 2         |          | Голів            | 0    |          |